# Золотой глобус (премия, 1947)
4-я церемония вручения наград премии «Золотой глобус»

26 февраля 1947
Лучший фильм : 

«Лучшие годы нашей жизни»
4-я церемония вручения наград премии «Золотой глобус» за заслуги в области кинематографа за 1946 год. Церемония была проведена 26 февраля 1947 года в «Hollywood Roosevelt Hotel» в Лос-Анджелесе, штат Калифорния, США.

## Победители
| Победители выделены отдельным цветом. |

| Категории                                               | Фотографии лауреатов | Победители                                   |
| ------------------------------------------------------- | -------------------- | -------------------------------------------- |
| Лучшая мужская роль — драма                             |                      | • Грегори Пек — «Оленёнок»                   |
| Лучшая женская роль — драма                             |                      | • Розалинд Расселл — «Сестра Кенни»          |
| Лучший режиссёр                                         |                      | • Фрэнк Капра — «Эта прекрасная жизнь»       |
| Лучший фильм                                            |                      | • «Лучшие годы нашей жизни»                  |
| Лучший актер второго плана                              |                      | • Клифтон Уэбб — «На краю лезвия»            |
| Лучшая актриса второго плана                            |                      | • Энн Бакстер — «На краю лезвия»             |
| Лучший фильм по развитию международного взаимопонимания |                      | • «Последний шанс» (Швейцария)               |
| Лучшие непрофессиональные действия (специальная премия) |                      | • Гарольд Рассел — «Лучшие годы нашей жизни» |